# Варухова сиријска апокалипса
Варухова сиријска апокалипса је фарисејски рад који је наводно написао Јеремијин ученик Варух. Завршен је после пада Јерусалима (70. године) и описује халдејско поробљавање Јерусалима 586. п. н. е. Намена је била давање моралне подршке и охрабрење Јевреја у новој невољи. Језик и изрази у овом делу веома подсећају на Јездру (4. књ.). Апокалипса је написана на грчком. Сиријски рукопис се под називом Амброзина налази у музеју у Милану. Претпоставка да је последњу верзију књиге написао хришћанин није доказана. 